# فيرمونت سيتي (إلينوي)
فيرمونت سيتي (بالإنجليزية: Fairmont City)‏ هي منطقة سكنية تقع في الولايات المتحدة في إلينوي. يقدر عدد سكانها بـ 2,635 نسمة .